# Topolje (Ivanić-Grad)
 Topolje  falu Horvátországban Zágráb megyében. Közigazgatásilag Ivanić-Gradhoz tartozik.

## Fekvése
Zágrábtól 34 km-re délkeletre, községközpontjától  7 km-re délnyugatra a Száva bal partján fekszik. 

## Története
1857-ben 226, 1910-ben 291 lakosa volt. Trianonig Zágráb vármegye Dugo Seloi járásához tartozott. 
A településnek 2001-ben 117 lakosa volt.

## Lakosság
| Lakosság változása | Lakosság változása | Lakosság változása | Lakosság változása | Lakosság változása | Lakosság változása | Lakosság változása | Lakosság változása | Lakosság változása | Lakosság változása | Lakosság változása | Lakosság változása | Lakosság változása | Lakosság változása | Lakosság változása |
| ------------------ | ------------------ | ------------------ | ------------------ | ------------------ | ------------------ | ------------------ | ------------------ | ------------------ | ------------------ | ------------------ | ------------------ | ------------------ | ------------------ | ------------------ |
| 1857               | 1869               | 1880               | 1890               | 1900               | 1910               | 1921               | 1931               | 1948               | 1953               | 1961               | 1971               | 1981               | 1991               | 2001               |
| 226                | 223                | 227                | 254                | 266                | 291                | 306                | 294                | 216                | 206                | 207                | 159                | 145                | 144                | 117                |

## Külső hivatkozások
Ivanić-Grad hivatalos oldala